# Werke für Violine und Klavier von Beethoven, Ravel, Bartók & Say
Die CD-Einspielung Werke für Violine und Klavier von Beethoven, Ravel, Bartók & Say von Patricia Kopatchinskaja und Fazıl Say aus dem Jahr 2008 war in der Klassikszene ein vieldiskutiertes Werk. Sie dokumentiert das erste gemeinsam erarbeitete Konzertprogramm der moldawischen Geigerin und des türkischen Pianisten. Das Album erhielt 2009 den ECHO Klassik für die beste Kammermusikeinspielung.
Für den Blues-Teil der Aufnahme des Ravel-Werkes präparierte der Pianist sein Instrument mit Aschenbechern und Löffeln, um einen neuen Klang zu erschaffen, Beethoven ist in einer nie dagewesenen Interpretation zu hören.
Zu hören sind im Einzelnen
- Ludwig van Beethoven: Sonate für Violine und Klavier Nr. 9 A-Dur op. 47 »Kreutzer-Sonate«
- Fazıl Say: Sonata für Violine und Klavier op. 7
- Béla Bartók: Sechs rumänische Volkstänze Sz 56 (arrangiert für Violine und Klavier von Zoltán Székely)
- Maurice Ravel: Sonate für Violine und Klavier G-Dur.

Klassik.com hält in seiner Rezension fest, die CD hätte einen „Skandal heraufbeschworen“. Die Violinistin hätte sich sogar veranlasst gesehen, auf ihrer Homepage klarzustellen, dass sie sich nicht für ihre Aufnahme mit Say entschuldigen werde. Der Rezensent der Frankfurter Rundschau schrieb am 12. Januar, er wähne sich schon beim Anhören der ersten Aufnahme (Beethovens Kreutzersonate) „inmitten eines Orkans“. Er sprach gar von einem „Naturereignis, gegen das sogar die Aufnahme des legendären Duos Martha Argerich/Gidon Kremer beinahe als ein laues Lüftchen bezeichnet werden muss“. Auch das Klassik-Fachmagazin Ensemble war der Meinung, so habe man „die Sonate Nr. 9 A-Dur für Violine und Klavier von Ludwig van Beethoven [noch nie] gehört“. Die Zeit sah in der CD „Seele bis zum Rand gefüllt“ und insbesondere Bartóks Rumänische Volkstänze durch die beiden Südosteuropäer „großartigst“ interpretiert.

## Einzelbelege
1. ↑  Jürgen Otten: Sanfter Vulkan. In: FR-Online vom 12. Januar 2009
2. ↑  Christine Lemke-Matwey: Seele bis zum Rand gefüllt. In: Die Zeit, 7. Mai 2009 Nr. 20